# Handlungsfähigkeit (Deutschland)
Handlungsfähigkeit (auch Rechtshandlungsfähigkeit) bezeichnet die Fähigkeit, kraft eigenen Handelns Rechtswirkungen hervorzurufen. Die Handlungsfähigkeit bezieht sich damit auf rechtliche Fragen wie die Geschäftsfähigkeit (gemäß §§ 104 ff. BGB), die Deliktsfähigkeit (gemäß §§ 827 ff. BGB) und die Verantwortungstragung für die Verletzung von Rechtspflichten aus eingegangenen Verbindlichkeiten (§ 276 Abs. S. 2 BGB).
Für öffentlich-rechtliche Verwaltungsverfahren ist die Handlungsfähigkeit in § 12 VwVfG legaldefiniert und meint dort die Fähigkeit, Verfahrenshandlungen vorzunehmen.
Handlungsfähigkeit ist begrifflich von der „besonderen“ Rechtsfähigkeit zu unterscheiden, die an dem Themenkreis anknüpft, dass eine Anzahl von Rechtsstellungen ein bestimmtes Alter oder Geschlecht oder sonstige besondere Merkmale erfordert.

## Zivilrecht
Im deutschen Zivilrecht wird – im Gegensatz zum vormaligen gemeinen Recht – im BGB kein Oberbegriff mehr verwendet. Stattdessen hat Handlungsfähigkeit, je nach Rechtsmaterie, unterschiedliche Bedeutungen:
- Geschäftsfähigkeit; Voraussetzung für den wirksamen Abschluss von Rechtsgeschäften
- Deliktsfähigkeit; Voraussetzung für die schuldhafte Begehung einer unerlaubte Handlung (Verschulden)
- Ehefähigkeit; Voraussetzung für einen wirksamen Eheschluss
- Testierfähigkeit; Voraussetzung für die wirksame Errichtung eines Testamentes

## Verwaltungsrecht
Im deutschen Verwaltungsrecht wird der Begriff Handlungsfähigkeit für das Verwaltungsverfahren gesetzlich thematisiert. Gemeint ist dort die rechtliche Fähigkeit, Verfahrenshandlungen vorzunehmen, insbesondere Anträge zu stellen. Sie ist das Pendant zur Geschäftsfähigkeit im Zivilrecht und zur Prozessfähigkeit im Zivilprozessrecht. Die verwaltungsverfahrensrechtliche Handlungsfähigkeit ist auf der Ebene des Bundes in § 12 VwVfG geregelt. In den Parallelbestimmungen der Verwaltungsverfahrensgesetze der Länder entsprechend sowie im SGB X und in der Abgabenordnung.
Nach § 12 Absatz 1 Verwaltungsverfahrensgesetz sind im Verwaltungsverfahren rechtlich handlungsfähig: 
1. natürliche Personen, die nach bürgerlichem Recht geschäftsfähig sind,
2. natürliche Personen, die nach bürgerlichem Recht in der Geschäftsfähigkeit beschränkt sind, soweit sie für den Gegenstand des Verfahrens durch Vorschriften des bürgerlichen Rechts als geschäftsfähig oder durch Vorschriften des öffentlichen Rechts als handlungsfähig anerkannt sind,
3. juristische Personen und Vereinigungen (§ 11 Nr. 2) durch ihre gesetzlichen Vertreter oder durch besonders Beauftragte,
4. Behörden durch ihre Leiter, deren Vertreter oder Beauftragte.

Minderjährige im Sozialhilferecht
Durch Bestimmungen des öffentlichen Rechtes als handlungsfähig bestimmt (vgl. § 12 Absatz 1 Nr. 2 letzter Halbsatz VwVfG) sind insbesondere Minderjährige, die z. B. ab dem 15. Lebensjahr Sozialleistungen beantragen dürfen (§ 36 SGB I).
Betreibt ein rechtlicher Betreuer ein Verwaltungsverfahren, gilt der Betreute für dieses Verfahren als handlungsunfähig. Wurde ein Einwilligungsvorbehalt auf den Aufgabenkreis Behördenangelegenheiten angeordnet, gilt der Betreute grundsätzlich in allen Verfahren als handlungsunfähig, es sei denn, ein Minderjähriger wäre in diesem Verfahren handlungsfähig.
Zu beachten ist: Wenn der gesetzliche Vertreter nicht damit einverstanden ist, dass der Minderjährige selbst beim Amt erscheint, dann muss das Amt vom gesetzlichen Vertreter entsprechend informiert werden, damit das zuständige Personal sich an ihn wendet.

## Prozessrecht
Die rechtliche Handlungsfähigkeit im Prozessrecht (die „prozessuale Handlungsfähigkeit“) wird Prozessfähigkeit genannt. Sie wird definiert als die „Fähigkeit, Prozesshandlungen selbst oder durch selbstbestellte Vertreter wirksam vor- oder entgegenzunehmen“. Eine Prozesshandlung ist etwa die Klage, durch die ein Gericht verpflichtet wird, zur Durchsetzung eines (behaupteten) Rechts tätig zu werden.